# Centro de Ensino Tecnológico de Brasília
O Centro de Ensino Tecnológico de Brasília (CETEB) é uma instituição de ensino brasileira, assistencial e filantrópica, sem fins lucrativos, com matriz em Brasília, no Distrito Federal, fundada em 1968 como unidade filiada à Fundação Brasileira de Educação (FUBRAE). A instituição atua em diversos campos da educação e ao longo da sua atuação, ministrou cerca de 400 diferente tipos de cursos.

## Ensino
O CETEB atua no Brasil, América Latina, Japão e África oferecendo vários programas e serviços ligados a educação, através de parcerias com Universidades Federais e Estaduais, Empresas Públicas e Privadas, Ministérios, Secretarias de Estado e Municípios.
Vale destacar que o Centro de Ensino Tecnológico de Brasília oferece cursos através de programas educacionais, como alfabetização e letramento, para alunos com dificuldade para escrita e leitura, Escola Aberta, ensino Fundamental e Médio, Aceleração da Aprendizagem.
Em convênio com a Petrobras, desenvolveu o programa ACESSO, afim de formar e habilitar trabalhadores nas funções de técnico sondador, auxiliar técnico torrista e plataformista marítimos e terrestres em qualquer ponto do Brasil.

#### Lista de cursos da instituição
EJA/Supletivo para Ensino Fundamental, EJA/Supletivo para Ensino Médio, Técnico em Transações Imobiliárias, Avaliação Imobiliária, Técnico em Secretaria Escolar.

## Parceiros
Através de acordos, contratos e parcerias, o CETEB mantém a sua estrutura e o desenvolvimentos dos serviços de educação no Brasil e em outros países.
- Ministério do Trabalho
- Ministério da Saúde
- Ministério da Justiça
- Ministério das Relações Exteriores
- Ministérios da Educação do Brasil
- Ministérios da Educação de Moçambique
- Ministérios da Educação da Colômbia
- Ministérios da Educação da Venezuela
- Ministérios da Educação de El Salvador
- Ministérios da Educação da República Dominicana
- Secretarias Estaduais e Municipais de Educação
- PNUD
- Banco Mundial
- UNICEF
- Petrobras
- Instituto Ayrton Senna – IAS
- Serviço Nacional de Aprendizagem Rural – SENAR
- Serviço Brasileiro de Apoio às Micro e Pequenas Empresas – SEBRAE
- Federação de Amparo ao Atleta Profissional – FAAP
- Serviço Nacional de Aprendizagem dos Transportes – SENAT
- Universidade do Estado de Santa Catarina – UDESC
- Universidade Federal de Alagoas – UFAL
- Universidade Federal do Mato Grosso – UFMT
- Escola Superior do Ministério Público da União – ESMPU
- Tribunal de Justiça do Mato Grosso – TJMT
- Universidade Gama Filho – FGF
- Universidade Cândido Mendes – UCM
- Faculdade Grande Fortaleza – FGF
- Faculdade a Vez do Mestre – FVN